# Москалевка
Москале́вка (каз. Москалев) — село у складі Аулієкольського району Костанайської області Казахстану. Адміністративний центр Москалевського сільського округу.
Населення — 583 особи (2021; 825 у 2009, 1359 у 1999, 2026 у 1989).